# Como un perro (canción de Spinetta)
«Como un perro» es una canción compuesta por el músico argentino Luis Alberto Spinetta que se encuentra en el álbum Privé de 1986, séptimo álbum solista y 19º en el que tiene participación decisiva Luis Alberto Spinetta.
En el álbum Spinetta prescinde del baterista y utiliza en todos los temas una caja de ritmos Yamaha RX-11, programada por él mismo.

## Contexto
Spinetta venía de disolver su banda Spinetta Jade con la que venía tocando desde 1980 y que marcó la etapa final de lo que se ha llamado su "proyecto jazzero", iniciado en 1977. Por otra parte Spinetta venía mostrando desde Mondo di cromo (1983) un giro de su sonido hacia el techno (secuenciador, sintetizadores, cajas de ritmos.) que caracterizó los años '80.
Durante 1985 Spinetta había trabajado con Charly García, quien también venía realizando un giro en su sonido desde el álbum Clics modernos (1983), en el marco de un enorme cambio político-cultural en Argentina, a raíz de la caída de la última dictadura militar el 10 de diciembre de 1983, que se extendería a toda América del Sur.
Finalmente el proyecto Spinetta/García quedó trunco debido a las diferencias personales que surgieron entre ellos. Fracasada la elaboración del álbum con Charly y también un intento de realizar un álbum con Pedro Aznar, en los últimos meses de 1985 Spinetta decidió sacar un álbum solista, utilizando parte del material trabajado para el disco con Charly García. 
El nuevo álbum de el Flaco llevó el nombre de Privé y fue pensado por Spinetta como respuesta al fracaso de su proyecto con Charly García. Él mismo define el álbum como "el producto de todo lo que me está pasando; de haber intentado hacer un disco con el flaco (por Charly García)". La mayoría de las canciones están explícita o implícitamente relacionadas con Charly García. El altísimo ritmo musical del álbum, frenético, "casi colérico", también ha sido asociado con el estado emocional de Spinetta luego de su ruptura con García: "A su modo, Privé es un disco de divorcio... más hecho para golpear que para bailar".
Del material trabajado para el frustrado proyecto Spinetta/García incluyó en este álbum tres temas, "Pobre amor, llámenlo" (dedicado a Charly), "La pelícana y el androide" y "Rezo por vos", este último único tema compuesto por ambos. También incluyó otros dos temas relacionados que Spinetta ha revelado que se relacionan con García: «No seas fanática» y «Una sola cosa». En otros temas como "La mirada de Freud" (relacionado con la cocaína), "Alfil, ella no cambia nada" y "Patas de rana", las relaciones son más indirectas y libradas a la interpretación.
Fue grabado en noviembre y los primeros días de diciembre de 1985.

## El tema
El tema es el cuarto track del álbum solista Privé. Se trata del único tema lento del álbum. Cuenta la historia de la pasión erótica ("hay un yeti que despierta en mí") de un hombre dispuesto a ser "como un perro" con tal de estar con esa mujer:

Tengo envidia de ese jean
que te sujeta para sí,
como un perro tengo que reír.
Solo quiero que me des una cucha de hormigón,
quiero ser un perro en tu jardín.

Es que odio ese sillón
que se banca tu tensión
como un perro tengo que ladrar.
"Como un perro" (fragmento)

En el libro Spinetta: crónica e iluminaciones (1988), su autor de Eduardo Berti intercambian opiniones sobre el tema: 

- "Como un preso voy a ver a través de la pared", decís en "Como un perro". ¿Este tema guarda cierta relación con "Buen día, día de sol", donde también hablabas de un preso que mira desde su celda?
- Sí, digamos que reiteré una imagen. Siempre imaginé que los presos tienen poderes para ver a través de las paredes, pero en "Como un perro" no me limito a hablar de la cárcel, sino que hay una visión erótica.
En efecto, "Como un perro" es el tema más callejero y costumbrista de un disco poblado de historias de ciencia ficción. Muchos versos parecen piropos populares ("Tengo envidia de ese jean que te sujeta"; "Quiero ser un perro en tu jardín"; "Odio ese sillón que se banca tu tensión"), a la vez otros pasajes retratan "autos blancos cruzando trasmano al sol", "mucha gente por Paso del Rey", y hasta se ancla en el tiempo, al mencionar al "nuevo austral", el flamante signo monetario recién aparecido en otro intento anti-inflacionario.

En el álbum Spinetta prescinde del baterista y utiliza en todos los temas una caja de ritmos Yamaha RX-11, programada por él mismo. En este tema Spinetta (voz y solo de guitarra) está acompañado por Juan Carlos "Mono" Fontana (teclados y bajo) y Ulises Butrón (arreglo de guitarra y tabletas). Spinetta utiliza en el tema, como en todo el álbum, una caja de ritmos Yamaha RX-11 programada por él mismo. Las voces están a cargo de Spinetta, Sergio Fernández en los coros a los que se agregan samples de la propia voz de Spinetta realizadas con un sintetizador.